# 막 수송 단백질
막 수송 단백질(膜輸送蛋白質, 영어: membrane transport protein)은 생체막을 가로지르는 이온, 저분자 및 다른 단백질과 같은 거대 분자의 이동에 관여하는 막 단백질이다. 간단하게 수송체(輸送體, 영어: transporter)라고도 한다. 수송 단백질은 내재성 막관통 단백질이다. 즉, 물질을 운반하는 막 내부에 영구적으로 존재하고 막에 걸쳐 있다. 막 수송 단백질은 촉진 확산이나 능동 수송을 통해 물질을 이동시킬 수 있다. 이러한 수송에 관여하는 막 수송 단백질은 통로(channel) 또는 운반체(carrier)의 두 가지 유형으로 광범위하게 분류된다. 용질 운반체와 비정형 용질 운반체는 사람에서 2차 능동 수송 또는 촉진 확산 운반체이다. 집합적으로 막 수송체와 통로는 트랜스포톰(transportome)이다. 트랜스포톰은 이온과 영양소 뿐만 아니라 약물의 세포 유입과 유출을 조절한다.

## 같이 보기
- 막 수송
- 막 단백질